# Rubén Sánchez Sáez
Rubén Sánchez Sáez (Barcelona, 4 de febrero de 2001) es un futbolista español que juega en la demarcación de defensa para el R. C. D. Espanyol de la Primera División de España.

## Biografía
Tras formarse como futbolista en las categorías inferiores del C. F. Badalona y pasar por el equipo juvenil del R. C. D. Espanyol, finalmente en 2020 pasó a la disciplina del segundo equipo. Debutó con el club el 16 de febrero de 2020 contra el Valencia Club de Fútbol Mestalla, encuentro que finalizó con un resultado de empate a cero. El 18 de octubre de 2021 debutó con el primer equipo en un partido de Liga contra el Cádiz C. F., finalizando con un marcador de 2-0 a favor del club barcelonés. En esta categoría disputó un total de 22 encuentros antes de ser cedido al C. D. Mirandés en agosto de 2023 para que compitiera en la Segunda División. Sin embargo, tras 21 partidos con el equipo burgalés, el 31 de enero de 2024, el R. C. D. Espanyol decidió cancelar la cesión y recuperar al jugador para suplir la lesión de Eduardo Expósito. La campaña siguiente volvió a ser prestado, en esta ocasión al Granada C. F.

## Clubes
| Club                    | País   | Año       | Partidos | Goles |
| ----------------------- | ------ | --------- | -------- | ----- |
| R. C. D. Espanyol "B"   | España | 2020-2022 | 54       | 3     |
| R. C. D. Espanyol       | España | 2021-2023 | 24       | 0     |
| C. D. Mirandés (cedido) | España | 2023-2024 | 21       | 0     |
| R. C. D. Espanyol       | España | 2024      | 5        | 0     |
| Granada C. F. (cedido)  | España | 2024-2025 | 33       | 1     |
| R. C. D. Espanyol       | España | 2025-     |          |       |